# فهرست سران کشور اسپانیا

تاج سلطنتی اسپانیا (بازنمایی هرالدیک)

این صفحه فهرستی از سران کشور اسپانیا است؛ که پادشاهان و رئیس‌جمهورهایی را که بر کشور اسپانیا به مفهوم امروزی حکمرانی کرده‌اند را در برمی‌گیرد. پیشگامان تاج‌وتخت اسپانیا موارد زیر بودند:
- پادشاهان آستوریاس
- پادشاهان ناوار
- پادشاهان لئون
- پادشاهان گالیسیا
- پادشاهان کاستیا
- پادشاهان آراگون

این دودمان‌ها در نهایت با ازدواج فرناندوی دوم، پادشاه آراگون و ایزابل یکم، ملکه کاستیا پیوسته شدند. اگرچه پادشاهی‌هایشان به جداگانه‌بودن ادامه دادند، با اتحاد شخصی‌شان آنها با یکدیگر به‌عنوان یک قلمرو فرمانروایی‌کردند. فرناندو همچنین بخش جنوبی پادشاهی ناوار را فتح نمود و با ضمیمه‌کردن آن به سرزمینش، اسپانیا را پدیدآورد. ایزابلا پادشاهی را برای دخترش خوانای کاستیا به ارمغان نهاد. فرناندو به‌عنوان نایب‌السلطنهٔ وی در طول دیوانگی‌اش خدمت کرد؛ اگرچه اشراف‌زادگان و نجبای کاستیایی او را رد کرده و شوهر خوانا، فیلیپ زیبا را جایگزین او کردند، او نیابت سلطنتش را پس از مرگ فیلیپ از سر گرفت. در ۱۵۱۶، پس از مرگ فرناندوی دوم، دخترش خوانا وارث پادشاهی آراگون شد، ولی به عنوان دیوانه در توردسیاس زندانی‌شد. به‌عنوان پسر خوانا، امپراتور مقدس روم آینده کارل پنجم، نمی‌خواست که فقط یک نایب‌السلطنه بشود، او خود را به‌طور مشترک با مادرش در بروکسل پادشاه کاستیا و آراگون اعلام کرد. متعاقباً، کورتس کاستیایی و آراگونی به‌عنوان هم‌پادشاه با مادرش به او ادای سوگند کردند. پس از مرگ خوانا، کارل یگانه پادشاه کاستیا و آراگون شد، و بعد از آن تاج‌وتخت‌ها برای همیشه پیوسته شدند.
اسپانیا در طی نخستین جمهوری اسپانیا (۱۸۷۳–۱۸۷۴)، رؤسای کشوری با عنوان رئیس قدرت اجرایی داشت. این فقط در طی جمهوری دوم اسپانیا (۱۹۳۱–۱۹۳۹) است، با این حال، که عنوان رسمی رئیس‌جمهور اسپانیا (یا رئیس‌جمهوری) وجود داشت. امروزه، اسپانیا یک پادشاهی مشروطه است، و بدین‌ترتیب هیچ‌کس دارای عنوان رئیس‌جمهور اسپانیا نیست. با این وجود، نخست‌وزیر عنوان رسمی رئیس دولت را دارا می‌باشد.

## پادشاهی اسپانیا (۱۵۱۶–۱۸۷۳)

### دودمان هابسبورگ(۱۵۱۶–۱۷۰۰)
تحت سلطهٔ کارل یکم، دو تاج‌وتخت کاستیا و آراگون در نهایت تحت فرمان یک فرمانروا درآمدند.
| # | پرتره | نشان | نام                                                                  | زندگی                                    | دوران                            | عناوین | خویشاوندی                                        |
| - | ----- | ---- | -------------------------------------------------------------------- | ---------------------------------------- | -------------------------------- | --- | ------------------------------------------------ |
| ۱ |       |      | کارل یکم (امپراتور کارل پنجم) Carlos I, el César Carlos              | ۲۴ فوریه ۱۵۰۰ – ۲۱ سپتامبر ۱۵۵۸ (۵۸ سال) | ۱۴ مارس ۱۵۱۶ – ۱۶ ژانویه ۱۵۵۶    | - امپراتور مقدس روم؛ پادشاه آلمان و ایتالیا - پادشاه اسپانیا، سیسیل و ساردینیا - پادشاه ناپل و اورشلیم - آرشیدوک اتریش - دوک بورگوندی (عنوانی)، لرد هلند            | پسر خوانای کاستیا، نوه ایزابل یکم و فرناندوی دوم |
| ۲ |       |      | فلیپه دوم، محتاط Felipe II, el Prudente                              | ۲۱ مه ۱۵۲۷ – ۱۳ سپتامبر ۱۵۹۸ (۷۱ سال)    | ۱۶ ژانویه ۱۵۵۶ – ۱۳ سپتامبر ۱۵۹۸ | - پادشاه اسپانیا، سیسیل و ساردینیا - پادشاه ناپل و اورشلیم - پادشاه پرتغال - پادشاه انگلستان و ایرلند (یوره اوکساریس) - دوک بورگوندی (عنوانی)، لرد هلند - دوک میلان | پسر کارل یکم                                     |
| ۳ |       |      | فلیپه سوم، پرهیزگار Felipe III, el Piadoso                           | ۱۴ آوریل ۱۵۷۸ – ۳۱ مارس ۱۶۲۱ (۴۲ سال)    | ۱۳ سپتامبر ۱۵۹۸ – ۱۳ مارس ۱۶۲۱   | - پادشاه اسپانیا، پرتغال، ناپل، سیسل و ساردینیا - دوک میلان | پسر فلیپه دوم                                    |
| ۴ |       |      | فلیپه چهارم، کبیر، پادشاه سیاره Felipe IV, el Grande, el Rey Planeta | ۸ آوریل ۱۶۰۵ – ۱۷ سپتامبر ۱۶۶۵ (۶۰ سال)  | ۳۱ مارس ۱۶۲۱ – ۱۷ سپتامبر ۱۶۶۵   | - پادشاه اسپانیا، پرتغال (تا ۱۶۴۰)، ناپل، سیسیل و ساردینیا - دوک میلان - فرمانروای هلند و کنت پالتین بورگوندی                                                       | پسر فلیپه سوم                                    |
| ۵ |       |      | کارل دوم، فریفته Carlos II, el Hechizado                             | ۶ نوامبر ۱۶۶۱ – ۱ نوامبر ۱۷۰۰ (۳۸ سال)   | ۱۷ سپتامبر ۱۶۶۵ – ۱ نوامبر ۱۷۰۰  | - پادشاه اسپانیا، ناپل، سیسیل و ساردینیا - دوک میلان - فرمانروای هلند و کنت پالتین بورگوندی                                                                         | پسر فلیپه چهارم                                  |

مدعی مورد اختلاف‌نظر
| # | پرتره | نشان | نام                                                                   | زندگی                                 | دوران                          | عناوین                                                                | خویشاوندی       |
| - | ----- | ---- | --------------------------------------------------------------------- | ------------------------------------- | ------------------------------ | --------------------------------------------------------------------- | --------------- |
| ۶ |       |      | کارل، آرشیدوک اتریش، به‌عنوان کارل سوم Archiduque Carlos, (Carlos III) | ۱ اکتبر ۱۶۸۵ – ۲۰ اکتبر ۱۷۴۰ (۵۵ سال) | ۱۲ سپتامبر ۱۷۰۳ – ۲ ژوئیه ۱۷۱۵ | - پادشاه اسپانیا، ناپل، سیسیل و ساردینیا - دوک میلان - فرمانروای هلند | نتیجهٔ فلیپه سوم |

در سال ۱۷۰۰ کارل دوم درگذشت. وصیت‌نامهٔ کارل نام فیلیپ، دوک آنژو ۱۶ ساله، نوهٔ خواهر کارل ماریا ترزای اسپانیا و پادشاه لوئی چهاردهم، پادشاه فرانسه را به‌عنوان جانشینش برای حکمرانی بر تمام امپراتوری اسپانیا آورده‌بود. به‌محض هرگونه امتناع ممکن از متصرفات و اموال تقسیم‌نشدهٔ اسپانیا، تاج پادشاهی اسپانیا بر سر برادر کوچک‌تر فیلیپ، شارل، دوک بری، یا بعد از آن بر سر آرشیدوک کارل اتریش نهاده بشود.
آرشیدوک کارل اتریش حقی قانونی بر تاج‌وتخت اسپانیا داشت که ناشی از این عمل بود که پدر کارل، لئوپولد یکم، امپراتور مقدس روم، پسر عمهٔ کارل ماریا آنای اتریش بود، ولی فیلیپ همچنان ادعای بهتری داشت چرا که پدربزرگ فیلیپ، پادشاه لوئی چهاردهم، پسر عمهٔ کارل، فرزند آن اتریش، بزرگ‌ترین خواهر فلیپه چهارم بود. با این حال، فلیپه چهارم در وصیت‌نامهٔ کارل مشروط بر جانشینی‌اش بود که باید از مسیر هابسبورگ اتریش بگذرد، و شاخهٔ اتریشی همچنین ادعا کرد که ماریا ترزای اسپانیا، مادربزرگ فیلیپ، از تاج‌وتخت اسپانیا برای خودش و نوادگانش به‌عنوان بخشی از پیمان ازدواج انصراف داد. این با ادعای فرانسوی‌ها مخالفت داشت که این بر اساس یک جهیزیه و مهریه بود که هرگز پرداخت نشد.
بدین ترتیب، جنگ شروع شد و آرشیدوک کارل خود را با عنوان کارلوس سوم، در مقابله با فلیپه پنجم، پادشاه اسپانیا اعلام‌کرد. کارل از ادعاهایش بر تاج‌وتخت اسپانیا در معاهده راشتات سال ۱۷۱۴ انصراف داد، اما به‌طور مادام‌العمر مجاز به ادامهٔ استفاده از عناوین یک فرمانروای اسپانیایی برای خودش بود. فیلیپ با عنوان فلیپه پنجم بر تاج‌وتخت اسپانیا جلوس‌کرد ولی برای همیشه از ادعا بر تاج‌وتخت فرانسه برای خودش و نوادگانش انصراف داد.

### دودمان بوربون(۱۷۰۰–۱۸۰۸)
| #  | پرتره | نشان | نام                                                                         | زندگی                                    | دوران                                                               | عناوین         | خویشاوندی         |
| -- | ----- | ---- | --------------------------------------------------------------------------- | ---------------------------------------- | ------------------------------------------------------------------- | -------------- | ----------------- |
| ۷  |       |      | فلیپه پنجم، سرزنده Felipe V, el Animoso                                     | ۱۹ دسامبر ۱۶۸۳ – ۹ ژوئیه ۱۷۴۶ (۶۲ سال)   | ۱۶ نوامبر ۱۷۰۰ – ۱۴ ژانویه ۱۷۲۴ (به‌نفع پسرش کناره‌گیری‌نمود)          | پادشاه اسپانیا | نتیجهٔ فلیپه چهارم |
| ۸  |       |      | لویی یکم، محبوب، روشن‌فکر Luis I, el Bien Amado, el Liberal                  | ۲۵ اوت ۱۷۰۷ – ۳۱ اوت ۱۷۲۴ (۱۷ سال)       | ۱۴ ژانویه ۱۷۲۴ – ۳۱ اوت ۱۷۲۴ (پیش از مرگش فقط ۷ ماه فرمانروایی‌نمود) | پادشاه اسپانیا | پسر فلیپه پنجم    |
| ۹  |       |      | فلیپه پنجم، سرزنده Felipe V, el Animoso                                     | ۱۹ دسامبر ۱۶۸۳ – ۹ ژوئیه ۱۷۴۶ (۶۲ سال)   | ۶ سپتامبر ۱۷۲۴ – ۹ ژوئیه ۱۷۴۶ (با مرگ پسرش دوباره گماشته‌شد)         | پادشاه اسپانیا | پدر لویی یکم      |
| ۱۰ |       |      | فرناندوی ششم، دانا، تنها Fernando VI, el Prudente, el Justo                 | ۲۳ سپتامبر ۱۷۱۳ – ۱۰ اوت ۱۷۵۹ (۴۵ سال)   | ۹ ژوئیه ۱۷۴۶ – ۱۰ اوت ۱۷۵۹                                          | پادشاه اسپانیا | پسر فلیپه پنجم    |
| ۱۱ |       |      | کارلوس سوم، روشن‌فکر، پادشاه‌شهردار Carlos III, el Político                   | ۲۰ ژانویه ۱۷۱۶ – ۱۴ دسامبر ۱۷۸۸ (۷۲ سال) | ۱۰ اوت ۱۷۵۹ – ۱۴ دسامبر ۱۷۸۸                                        | پادشاه اسپانیا | پسر فلیپه پنجم    |
| ۱۲ |       |      | کارلوس چهارم، شکارچی Carlos IV, el Cazador                                  | ۱۱ نوامبر ۱۷۴۸ – ۲۰ ژانویه ۱۸۱۹ (۷۰ سال) | ۱۴ دسامبر ۱۷۸۸ – ۱۹ مارس ۱۸۰۸                                       | پادشاه اسپانیا | پسر کارلوس سوم    |
| ۱۳ |       |      | فرناندوی هفتم، مطلوب، پادشاه گناهکار Fernando VII, el Deseado, el Rey Felón | ۱۴ اکتبر ۱۷۸۴ – ۲۹ سپتامبر ۱۸۳۳ (۴۸ سال) | ۱۹ مارس ۱۸۰۸ – ۶ مه ۱۸۰۸                                            | پادشاه اسپانیا | پسر کارلوس چهارم  |

### دودمان بناپارت(۱۸۰۸–۱۸۱۳)
تنها فرمانروای این دودمان ژوزف یکم بود، که از طرف برادرش ناپلئون یکم فرانسه بعد از کناره‌گیری‌های کارلوس چهارم و فرناندوی هفتم به این سمت گماشته‌شد. عنوانی که ژوزف برای خودش استفاده می‌کرد پادشاه اسپانیاها و هندوستان‌ها، به لطف الهی و نظام‌نامهٔ دولت بود. سپس همهٔ عناوین پادشاهان پیشین به وی داده‌شد. یک دولت در مخالفت با فرانسوی‌ها در کادیس در ۲۵ سپتامبر ۱۸۰۸ تشکیل‌شد، که به بازشناختن فرناندوی هفتم زندانی به‌عنوان پادشاه ادامه‌داد. این دولت از نظر دیپلماتیک به‌عنوان دولت مشروع اسپانیا توسط بریتانیا و دیگر کشورهای در جنگ با فرانسه به‌رسمیت شناخته می‌شود.
| #  | پرتره | نشان | نام                                              | زندگی                                  | دوران                        | عناوین                                                          | خویشاوندی                                               |
| -- | ----- | ---- | ------------------------------------------------ | -------------------------------------- | ---------------------------- | --------------------------------------------------------------- | ------------------------------------------------------- |
| ۱۴ |       |      | ژوزف یکم، متجاوز، شیشه قهوه José I, Pepe Botella | ۷ ژانویه ۱۷۶۸ – ۲۸ ژوئیه ۱۸۴۴ (۷۶ سال) | ۶ ژوئن ۱۸۰۸ – ۱۱ دسامبر ۱۸۱۳ | - پادشاه اسپانیا - پادشاه ناپل و سیسل و هندی‌ها - شمار سورویلرها | بدون خویشاوندی، منصوب‌شده و برادر بزرگتر ناپلئون بناپارت |

### دودمان بوربون(۱۸۱۳–۱۸۶۸؛ نخستین بازگشت)
بزرگ‌ترین پسر کارلوس چهارم بر تاج‌وتخت بازگردانده‌شد. عنوان استفاده‌شده دوباره پادشاه کاستیا، لئون، آراگون، … به لطف الهی بود.
| #  | پرتره | نشان | نام                                                                         | زندگی                                    | دوران                                                                        | عناوین         | خویشاوندی          |
| -- | ----- | ---- | --------------------------------------------------------------------------- | ---------------------------------------- | ---------------------------------------------------------------------------- | -------------- | ------------------ |
| ۱۵ |       |      | فرناندوی هفتم، مطلوب، پادشاه گناهکار Fernando VII, el Deseado, el Rey Felón | ۱۴ اکتبر ۱۷۸۴ – ۲۹ سپتامبر ۱۸۳۳ (۴۸ سال) | ۱۱ دسامبر ۱۸۱۳ – ۲۹ سپتامبر ۱۸۳۳ (توسط ناپلئون دوباره به سلطنت بازگردانده‌شد) | پادشاه اسپانیا | پسر کارلوس چهارم   |
| ۱۶ |       |      | ایزابلای دوم، فردی با سرنوشت غم‌انگیز Isabel II, la de los Tristes Destinos  | ۱۰ اکتبر ۱۸۳۰ – ۱۰ آوریل ۱۹۰۴ (۷۳ سال)   | ۲۹ سپتامبر ۱۸۳۳ – ۳۰ سپتامبر ۱۸۶۸                                            | ملکهٔ اسپانیا   | دختر فرناندوی هفتم |

### دودمان ساوی(۱۸۷۰–۱۸۷۳)
پس از انقلاب ۱۸۶۸ اسپانیا ایزابلای دوم خلع‌شد، یک دولت موقت و یک نیابت سلطنت تحت فرمان فرانسیسکو سرانو ای دومینگس ایجاد شد، که به‌عنوان رئیس کشور عمل می‌کرد، از ۸ اکتبر ۱۸۶۸ تا ۴ دسامبر ۱۸۷۰ هنگامی که از او برای عنوان فرمانروای جدید خواسته‌شد. آمادئوی یکم به‌عنوان پادشاه انتخاب‌شد و عنوان جدیدی که برایش استفاده می‌شد، پادشاه اسپانیا، به لطف الهی و به‌خواست ملت بود.
| #  | پرتره | نشان | نام                                                                    | زندگی                                | دوران                         | عناوین         | خویشاوندی |
| -- | ----- | ---- | ---------------------------------------------------------------------- | ------------------------------------ | ----------------------------- | -------------- | --- |
| ۱۷ |       |      | آمادئوی یکم، پادشاه محترم "پادشاه ماکارونی" Amadeo I, el Rey Caballero | ۳۰ مه ۱۸۴۵ – ۱۸ ژانویه ۱۸۹۰ (۴۴ سال) | ۴ دسامبر ۱۸۷۰ – ۱۱ فوریه ۱۸۷۳ | پادشاه اسپانیا | از نسل فیلیپ دوم (به‌واسطهٔ نوه‌اش توماس فرانسیس) و کارل سوم (از طریق پسرش فردیناند یکم دو سیسیل و دخترش ماریا لوئیسا) |

## نخستین جمهوری اسپانیا(۱۸۷۳–۱۸۷۴)
نخستین جمهوری اسپانیا با کناره‌گیری آمادئوی یکم به‌عنوان پادشاه اسپانیا در ۱۰ فوریه ۱۸۷۳ به‌دنبال امور هیدالگو شروع‌شد، وقتی که دولت رادیکال از او خواسته بود تا حکمی در مخالفت با افسران توپخانه را امضا کند. فردای آن روز، ۱۱ فوریه، جمهوری توسط اکثریت مجلس ساخته‌شده با رادیکال‌ها، جمهوری‌خواهان، و دموکرات‌ها اعلام‌شد. این حکومت ۲۳ ماه به طول انجامید.

### رؤسای قدرت اجرایی
| # | پرتره | نشان | نام (تولد–درگذشت)                            | مدت تصدی       | مدت تصدی       | حزی سیاسی                      |
| - | ----- | ---- | -------------------------------------------- | -------------- | -------------- | ------------------------------ |
| ۱ |       |      | استانیسلاو فیگوئراس (۱۸۱۹–۱۸۸۲)              | ۱۲ فوریه ۱۸۷۳  | ۱۱ ژوئن ۱۸۷۳   | حزب جمهوری‌خواه فدرال دموکراتیک |
| ۲ |       |      | فرانسسک پی ای مرگال (۱۸۲۴–۱۹۰۱)              | ۱۱ ژوئن ۱۸۷۳   | ۱۸ ژوئیه ۱۸۷۳  | حزب جمهوری‌خواه فدرال دموکراتیک |
| ۳ |       |      | نیکولاس سالمرون آلونزو (۱۸۳۸–۱۹۰۸)           | ۱۸ ژوئیه ۱۸۷۳  | ۷ سپتامبر ۱۸۷۳ | حزب جمهوری‌خواه فدرال دموکراتیک |
| ۴ |       |      | امیلیو کاستلار (۱۸۳۲–۱۸۹۹)                   | ۷ سپتامبر ۱۸۷۳ | ۳ ژانویه ۱۸۷۴  | حزب جمهوری‌خواه فدرال دموکراتیک |
| ۵ |       |      | فرانسیسکو سرانو نخستین دوک لاتره (۱۸۱۰–۱۸۸۵) | ۳ ژانویه ۱۸۷۴  | ۳۰ دسامبر ۱۸۷۴ | جناح محافظه‌کار                 |

## پادشاهی اسپانیا (۱۸۷۴–۱۹۳۱)

### دودمان بوربون(۱۸۷۴–۱۹۳۱؛ دومین بازگشت)
بزرگ‌ترین پسر ایزابلای دوم به تاج‌وتخت اسپانیا بازگردانده‌شد. پادشاه مشروطه اسپانیا. میان درگذشت آلفونسوی دوازدهم و تولد آلفونسوی سیزدهم، یک دوران ۷ ماهه بود که ملکه ماریا کریستینای باردار با لقب نایب‌السلطنهی دخترش ماریا د لاس مرسدس به‌عنوان رئیس کشور عمل‌کرد، که تا جنسیت هم‌نیای نوزادش معلوم بشود، «ملکه به‌نام» اعلام شده‌بود.
| #  | پرتره | نشان | نام                                                  | زندگی                                    | دوران                           | عناوین                | خویشاوندی            |
| -- | ----- | ---- | ---------------------------------------------------- | ---------------------------------------- | ------------------------------- | --------------------- | -------------------- |
| ۱۸ |       |      | آلفونسوی دوازدهم، صلح‌ساز Alfonso XII, el Pacificador | ۲۸ نوامبر ۱۸۵۷ – ۲۵ نوامبر ۱۸۸۵ (۲۷ سال) | ۳۰ دسامبر ۱۸۷۴ – ۲۵ نوامبر ۱۸۸۵ | پادشاه مشروطه اسپانیا | پسر ایزابلای دوم     |
| ۱۹ |       |      | آلفونسوی سیزدهم، آفریقایی Alfonso XIII, el Africano  | ۱۷ مه ۱۸۸۶ – ۲۸ فوریه ۱۹۴۱ (۵۴ سال)      | ۱۷ مه ۱۸۸۶ – ۱۴ آوریل ۱۹۳۱      | پادشاه مشروطه اسپانیا | پسر آلفونسوی دوازدهم |

## دومین جمهوری اسپانیا (۱۹۳۱–۱۹۳۹)
دومین جمهوری اسپانیا سامانهٔ حکومت اسپانیا میان تواریخ ۱۴ آوریل ۱۹۳۱ وقتی که آلفونسوی سیزدهم به‌دنبال دوره‌ای از آشفتگی‌ها و ناآرامی‌های اجتماعی و دسته‌جمعی پس از فروپاشی دولت دیکتاتوری ژنرال میگوئل پریمو ده ریورا در سال پیش از آن، و ۱ آوریل ۱۹۳۹ وقتی که آخرین از نیروهای جمهوری‌خواهان تسلیم قواهای ناسیونالیست‌ها تحت رهبری فرانسیسکو فرانکو، در پایان جنگ داخلی اسپانیا شد.

### رؤسای جمهوری
| #  | پرتره | نشان | نام (تولد–درگذشت)                   | مدت تصدی       | مدت تصدی     | حزب سیاسی                            |
| -- | ----- | ---- | ----------------------------------- | -------------- | ------------ | ------------------------------------ |
| ۲۰ |       |      | نیکتو آلکالا زامورا (۱۸۷۷–۱۹۴۹)     | ۱۰ دسامبر ۱۹۳۱ | ۷ آوریل ۱۹۳۶ | راست لیبرال جمهوری‌خواه               |
| ۲۱ |       |      | دیگو مارتینز باریو (۱۸۸۳–۱۹۶۲) موقت | ۷ آوریل ۱۹۳۶   | ۱۰ مه ۱۹۳۶   | اتحادیه جمهوری‌خواه ائتلاف جبهه محبوب |
| ۲۲ |       |      | مانوئل آزانیا (۱۸۸۰–۱۹۴۰)           | ۱۰ مه ۱۹۳۶     | ۳ مارس ۱۹۳۹  | چپ جمهوری‌خواه ائتلاف جبهه محبوب      |
| ۲۳ |       |      | سگیسموندو کاسادو (۱۸۹۳–۱۹۶۸) موقت   | ۴ مارس ۱۹۳۹    | ۱۳ مارس ۱۹۳۹ | ارتش جمهوری‌خواه شورای دفاع ملی       |
| ۲۴ |       |      | خوسه میاخا (۱۸۷۸–۱۹۵۸) موقت         | ۱۳ مارس ۱۹۳۹   | ۲۷ مارس ۱۹۳۹ | ارتش جمهوری‌خواه شورای دفاع ملی       |

## دولت جمهوری در تبعید اسپانیا (۱۹۳۹–۱۹۷۷)
رؤسای جمهوری در تبعید
| #  | پرتره | نشان | نام (تولد–درگذشت) | مدت تصدی       | مدت تصدی       | حزب سیاسی                       |
| -- | ----- | ---- | --- | -------------- | -------------- | ------------------------------- |
| ۲۵ |       |      | دیگو مارتینز باریو (۱۸۸۳–۱۹۶۲) (جانشین موقت رسمی آزانیا برای رئیس کنگره شدن و یک نقش مهم برای قوای ضدفرانکو غیرکمونیست اما بخاطر خصومتش با خوان نگرین تا اوت ۱۹۴۵ (برای ۵ ماه) دفتر ریاست‌جمهوری را در دست نداشت). | ۴ مارس ۱۹۳۹    | ۱۷ اوت ۱۹۴۵    | اتحادیه جمهوری‌خواه              |
| ۲۶ |       |      | خوان نگرین (۱۸۹۲–۱۹۵۶) (صدراعظم در تبعید اسپانیا بود تا زمانی که خود را به‌عنوان رئیس‌جمهور دیگو مارتینز باریو اعلام‌کرد، که او را عزل‌کرد).                                                                          | ۳۱ مارس ۱۹۳۹   | ۱۷ اوت ۱۹۴۵    | اتحادیه جمهوری‌خواه (جبهه محبوب) |
| ۲۷ |       |      | دیگو مارتینز باریو (۱۸۸۳–۱۹۶۲) | ۱۷ اوت ۱۹۴۵    | ۱ ژانویه ۱۹۶۲  | اتحادیه جمهوری‌خواه              |
| ۲۸ |       |      | لوئیس خیمنه د آشوا (۱۸۸۹–۱۹۷۰) | ۱ ژانویه ۱۹۶۲  | ۱۶ نوامبر ۱۹۷۰ | حزب کارگران سوسیالیست اسپانیا   |
| ۲۹ |       |      | خوسه مالدونادو گونزالز (۱۹۰۰–۱۹۸۵) | ۱۶ نوامبر ۱۹۷۰ | ۱ ژوئیه ۱۹۷۷   | چپ جمهوری‌خواه                   |

## اسپانیای فرانکویی (۱۹۳۶–۱۹۷۵)
در ۱ اکتبر ۱۹۳۶ اعلان شد که ژنرال فرانسیسکو فرانکو در مناطقی از اسپانیا که تحت کنترل نیروهای ناسیونالیست‌ها هستند، پس از آغاز جنگ داخلی اسپانیا رئیس کشور است. پس از پایان‌یافتن جنگ در ۱ آوریل ۱۹۳۹ ژنرال فرانسیسکو فرانکو کنترل تمام اسپانیا را در دست گرفت. در ۱۹۴۷، فرانکو اعادهٔ سلطنت را اعلام‌کرد، اما به مدعی، خوان د بوربون، کنت بارسلونا، اجازه نداد تا تاج‌وتخت را به‌دست بگیرد. در ۱۹۶۹، فرانکو اظهار کرد که خوان کارلوس، نامیده‌شده با عنوان شاهزادهٔ اسپانیا، پسر کنت بارسلونا، جانشین وی خواهد بود. پس از درگذشت فرانکو در ۱۹۷۵، خوان کارلوس به‌عنوان پادشاه اسپانیا جانشین وی شد.
| #                  | پرتره | نشان | نام (تولد–درگذشت)                       | مدت تصدی       | مدت تصدی       | حزب سیاسی                               |
| ------------------ | ----- | ---- | --------------------------------------- | -------------- | -------------- | --------------------------------------- |
| رئیس کشور (کودیلو) |       |      |                                         |                |                |                                         |
| ۳۰                 |       |      | فرانسیسکو فرانکو (۱۸۹۲–۱۹۷۵)            | ۱ اکتبر ۱۹۳۶   | ۲۰ نوامبر ۱۹۷۵ | هیچ حزبی (پیوندهایی با ارتش و جنبش ملی) |
| رئیس اداره‌کننده    |       |      |                                         |                |                |                                         |
| ۳۱                 |       |      | آلخاندرو رودریگز د والکارسل (۱۹۱۷–۱۹۷۶) | ۲۰ نوامبر ۱۹۷۵ | ۲۲ نوامبر ۱۹۷۵ | جنبش ملی                                |

## پادشاهی اسپانیا (۱۹۷۵–اکنون)

### دودمان بوربون(۱۹۷۵–اکنون؛ سومین بازگشت)
ادعای آلفونسوی سیزدهم (به‌دلیل چشم‌پوشی دو پسر بزرگترش) به پسر سومش رسید، اینفانته خوان، کنت بارسلونا، که به نفع پسر بزرگترش گذشت، که عنوانش پادشاه اسپانیا شد. کنت بارسلونا از ادعاهایش در ۱۹۷۷، دو سال پس از درگذشت فرانکو و جلوس خوان کارلوس به نفع پسرش انصراف داد.
خوان کارلوس به نفع پسرش فلیپه ششم که در ۱۹ ژوئن ۲۰۱۴ پادشاه شد، کناره‌گیری کرد، در پی بعد آن دختر بزرگتر فلیپه ششم اینفانتا لئونور در ردیف جانشینی است.
| #  | پرتره | نشان | نام             | زندگی                   | دوران                         | عناوین         | خویشاوندی                                                          |
| -- | ----- | ---- | --------------- | ----------------------- | ----------------------------- | -------------- | ------------------------------------------------------------------ |
| ۳۲ |       |      | خوان کارلوس یکم | ۵ ژانویهٔ ۱۹۳۸ ‏(۸۷ سال)  | ۲۲ نوامبر ۱۹۷۵ – ۱۹ ژوئن ۲۰۱۴ | پادشاه اسپانیا | نوهٔ آلفونسوی سیزدهم، از طریق پسر سومش، اینفانته خوان، کنت بارسلونا |
| ۳۳ |       |      | فلیپه ششم       | ۳۰ ژانویهٔ ۱۹۶۸ ‏(۵۷ سال) | ۱۹ ژوئن ۲۰۱۴ – اکنون          | پادشاه اسپانیا | پسر خوان کارلوس یکم                                                |

## یادداشت
1. ↑  Herrerín López, Ángel (2007), El dinero del exilio: Indalecio Prieto y las pugnas de posguerra (1939-1947), Siglo XXI de España Editores, pág.3
2. ↑  Romero Samper, Milagrosa (2005), La oposición durante el franquismo, Encuentro, pág.91